# Tapacarí (provins)

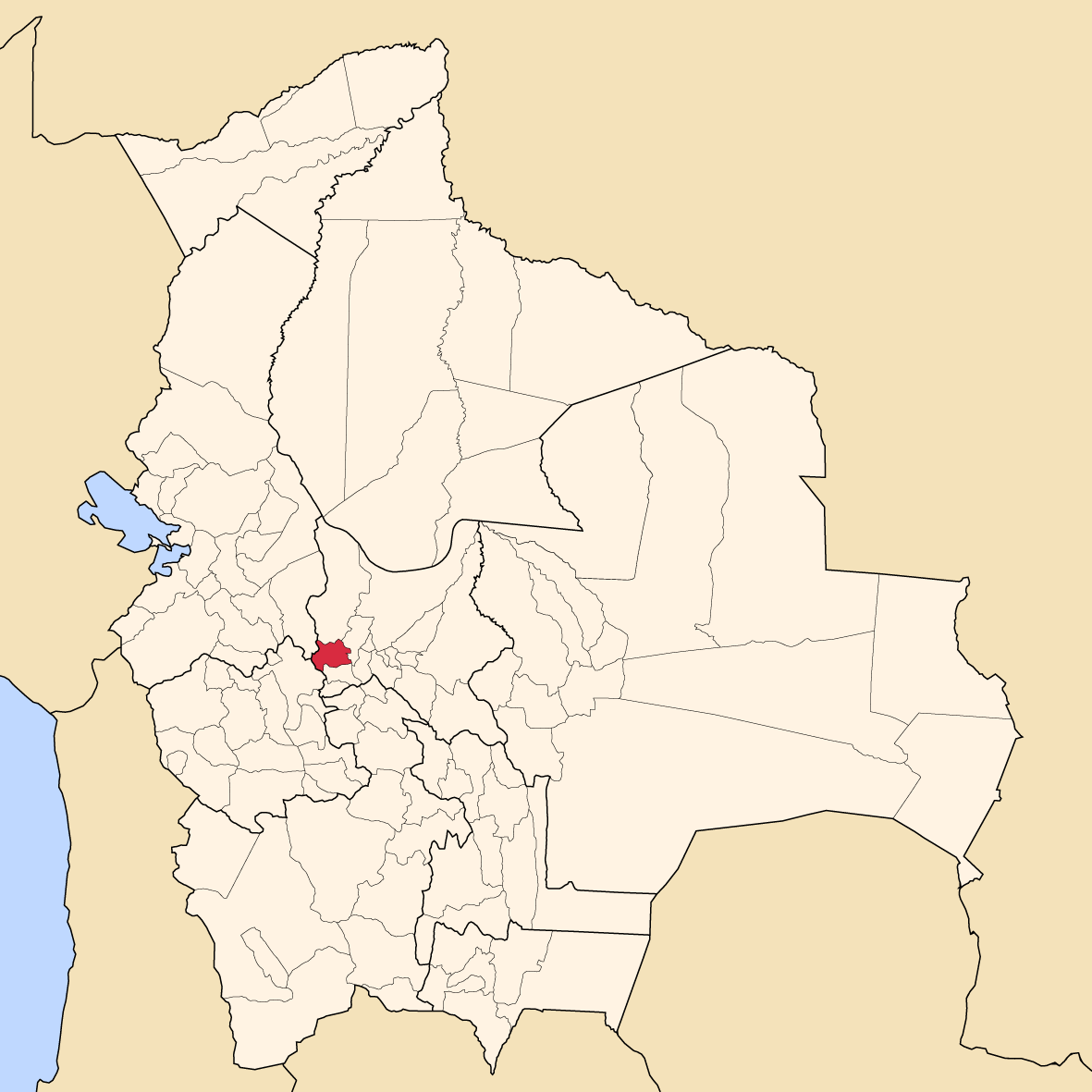
Provinsens läge i Bolivia

Tapacarí är en provins i departementet Cochabamba i Bolivia. Den administrativa huvudorten är Tapacarí.